# 皮特奥市镇
皮特奥市镇（瑞典語：Piteå kommun）是瑞典北部北博滕省的一个市镇。其治所位于皮特奧。